# Cristina Quer Casar
Cristina quer casar é um filme brasileiro de 2003, do gênero comédia, dirigido por Luiz Villaça.

## Sinopse
Cristina (Denise Fraga) é uma mulher desempregada, que vive de pequenos bicos e tem um grande sonho: se casar. Para tanto ela busca a ajuda de uma agência de casamentos, dirigida por Chico (Marco Ricca), que enfrenta sérias dificuldades financeiras com sua empresa. Vendo em Cristina sua chance de enfim realizar um casamento, ele a apresenta vários candidatos a namoro. Nenhum deles dá certo, até que surge Paulo (Fábio Assunção), um homem muito bonito e solitário que ainda vive a dor de ter perdido sua mãe recentemente. Apesar de nada terem a ver um com o outro, Paulo se apaixona por Cristina e a pede em casamento. Ela aceita e contrata Chico para organizar a festa, mas a proximidade dos dois acaba pondo em dúvida se Cristina deve mesmo se casar com Paulo.

## Elenco

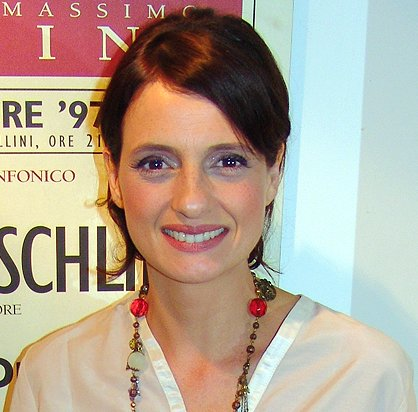
Denise Fraga fez a Cristina.

- Denise Fraga - Cristina
- Marco Ricca - Chico
- Suely Franco - Eunice
- Fábio Assunção - Paulo
- Júlia Lemmertz - Bia
- Talitha Cardoso - Vendedora
- Rogério Cardoso - Walter
- Renata Mello - Marlene
- Maurício Marques - Nélson
- Júlia Feldens - Janete
- Adriano Leonel - Filipe
- Petrônio Gontijo - Dé